# Месарович, Михайло
Михайло Месарович (серб. Михајло Д. Месаровић; родился 2 июля 1928 года) — сербский учёный, профессор системной инженерии и математики в университете Case Western Reserve University. Известен как автор новых математических подходов к построению общей теории систем. Руководил группой ЮНЕСКО по глобальным изменениям планеты. Член Римского клуба.

## Биография
Михайло Месарович родился 2 июля 1928 года в городе Зренянин, Югославия.
Получил степень бакалавра в Белградском университете (факультет электротехники) в 1951 году. В 1955 году получил Доктор (учёная степень) доктора в области технических наук Сербской академии наук и искусств.
С 1951 по 1955 год Месарович был научным сотрудником в Институте Никола Тесла в Белграде. С 1955 по 1958 год был начальником инспекционного отдела института. Одновременно в 1954—1958 годах Месарович занимал академические должности в университете Белграда. В 1958 году он стал профессором Массачусетского технологического института США (МТИ), где работал до 1959 года. Он был также адъюнкт-профессором университета Case Western Reserve University с 1959 по 1964 год и профессором — с 1964 по 1978 год. В 1965—1968 годах был начальником инженерных систем, с 1968 по 1972 год — начальником технологического отдела, в 1968—1978 годах — директором исследовательского центра. Начиная с 1978 года профессор Месарович — профессор системной инженерии и математики. Одним из его учеников был Roger W. Brockett.
Месарович выступал с лекциями в более 60 странах мира, консультировал правительственные, в том числе и международные организации, широко публиковался. Был основателем журнала «Математические теории общих систем».
В 1999 году он назначен научным руководителем группы по глобальным изменениям планеты. В этой должности он занимался вопросами изменения климата, экономики, народонаселения, образования женщин в развивающихся странах.
В 2005 году он был удостоен премии Говорка (Hovorka) Западного резервного университета.

## Работа
Его научные интересы включают вопросы сложных систем, теории глобальных изменений и устойчивого развития людских ресурсов, иерархических систем, теорий масштабных систем, математические теории общих систем, многоуровневые системы, системной биологии, мирового и регионального моделирования. В области математики он считается основоположником математической теории координации и многоуровневых иерархических систем.

## Публикации
Месарович опубликовал несколько книг и множество статей:
- 1960. Multi-variable Control Systems. MIT Press.
- 1962. General Systems Theory and Systems Research Contrasting Conceptions of Systems Science. (ed.) Proceedings from the Second System Symposium.
- 1964. Foundations for a General Systems Theory. (ed.)
- 1968. Systems Theory and Biology. (ed.). Springer Verlag.
- 1970. Non-Numerical Problem Solving. with R. Banerji (ed.), Springer Verlag, 1970.
- 1970. Theory of Multi-level Hierarchical Systems. With D. Macko and Yasuhiko Takahara. Academic Press.
- 1972. Mathematical Theory of General Systems. With Y. Takahara. Academic Press.
- 1972. Organization Structure: Cybernetic Systems Foundation. IFSR Int’l. Series on Systems Science and Engineering, Vol. 22. Kluwer, Academic Publishers.
- 1972. Systems Approach and the City. Edited with Arnold Reisman. North Holland Publishing Co., Amsterdam.
- 1974. Mankind at the Turning Point. With Eduard Pestel. Dutton, Second Report to the Club of Rome.
- 1975. General Systems Theory: Mathematical Foundations. With Yasuhiko Takaraha.
- 1994. Abstract Systems Theory, Springer

статьи:
- 1996. «Cybernetics of global change: human dimension and managing of complexity». With David L. McGinnis and A. West Dalton. UNESCO MOST policy papers 3, 43 p.